# Café racer

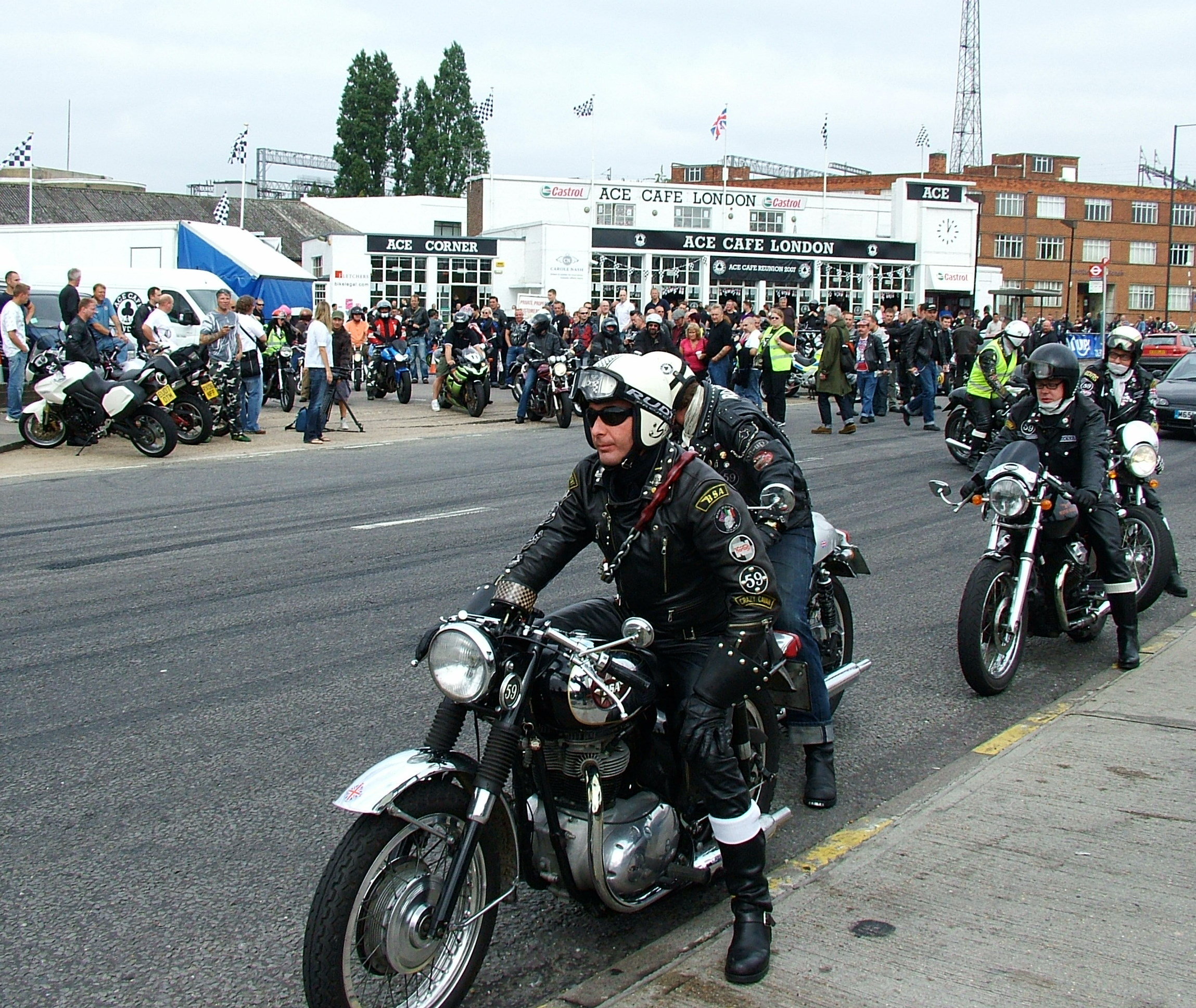
Reunió de café racers a l'Ace Cafe de Londres el 2007

Una café racer (de vegades escrit cafe racer) és una motocicleta lleugera, potent i optimitzada en què es prima la velocitat i la maniobrabilitat per sobre de la comoditat. Les café racer estan pensades per a fer recorreguts ràpids en distàncies curtes. Amb una carrosseria i un equipament que recorden les motocicletes de Gran Premi de començaments de la dècada del 1960, són motocicletes que destacen pel seu minimalisme visual, amb manillar baix, seient monoplaça i dipòsit de combustible allargat, sovint amb disseny ergonòmic per a permetre encaixar-hi els genolls.

## Origen del nom
El terme café racer, traduïble per "corredor de curses de cafeteria", es va originar entre els aficionats a les motos britàniques de començaments dels anys seixanta a Londres, concretament entre els membres de la subcultura juvenil rocker -o "Ton-Up Boys"-, els quals feien servir les motocicletes per a desplaçaments curts i ràpids entre les populars cafeteries (en anglès, coffeehouse o café) de l'època, entre elles el Busy Bee de Watford i l'Ace Cafe de Stonebridge, al districte londinenc de Brent. Acabada la Segona Guerra Mundial, a la Gran Bretanya de postguerra era inusual tenir cotxe, però a finals de la dècada del 1950 la classe mitjana ja es podia permetre majoritàriament de tenir-ne un, per la qual cosa, a començaments dels seixanta les café racer esdevingueren un símbol de la velocitat, l'estatus i la rebel·lia juvenil més que no pas de la simple manca de poder adquisitiu per a poder comprar-se un cotxe.

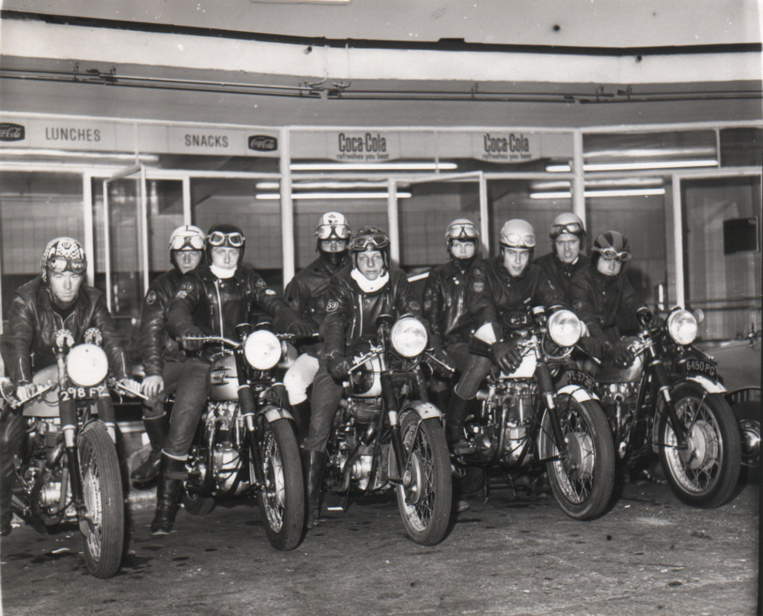
Uns rockers davant del Busy Bee Café de Watford als anys 60

A començaments de la dècada del 1970, a Europa ja es feia servir el concepte "café racer" per a designar un motorista que, en paraules de l'escriptor especialitzat en temes de motor Wallace Wyss, «jugava a ser un pilot del TT de l'Illa de Man», mentre que en realitat era «algú que posseïa una moto estrafolària però que només servia per a aparcar-la a l'aire lliure a prop de la seva taula, a la cafeteria local». Anys a venir, allò que definia el pilot va acabar estenent-se al conjunt, de manera que actualment, un café racer es tant el motorista que fa servir aquesta mena d’estètica i de motocicletes com la motocicleta en si mateixa.

### Subcultura
La subcultura dels rockers britànics de la dècada del 1960 la formaven joves rebels amants del rock and roll. Per tal de desplaçar-se entre cafeteries fent servir les noves autopistes de circunval·lació de les principals ciutats, els rockers volien una motocicleta ràpida, personalitzada i distintiva. Segons algunes versions, molts d'ells tenien l'objectiu de poder assolir les 100 mph (160 km/h), cosa que es coneixia simplement com a "la tona", al llarg d'un recorregut prefixat d'anada i tornada entre la cafeteria on eren i un punt determinat en el lapse de temps que durava una cançó triada a la jukebox. Altres fonts sostenen que el record-racing és un mite i que la història es va originar realment en un episodi del programa de televisió de la BBC Dixon of Dock Green. Els café racers eren molt aficionats a la música rockabilly i, de fet, la seva imatge està integrada dins la cultura rockabilly actual.
La subcultura tradicional dels café racers ha donat peu als actuals hereus d'aquella filosofia inicial, els moderns café racers, els quals adopten elements d'estil dels greasers americans, els rockers britànics, els motociclistes dels 70 i els actuals per a crear una amalgama que els confereix un estil propi.

## Configuració de les motos

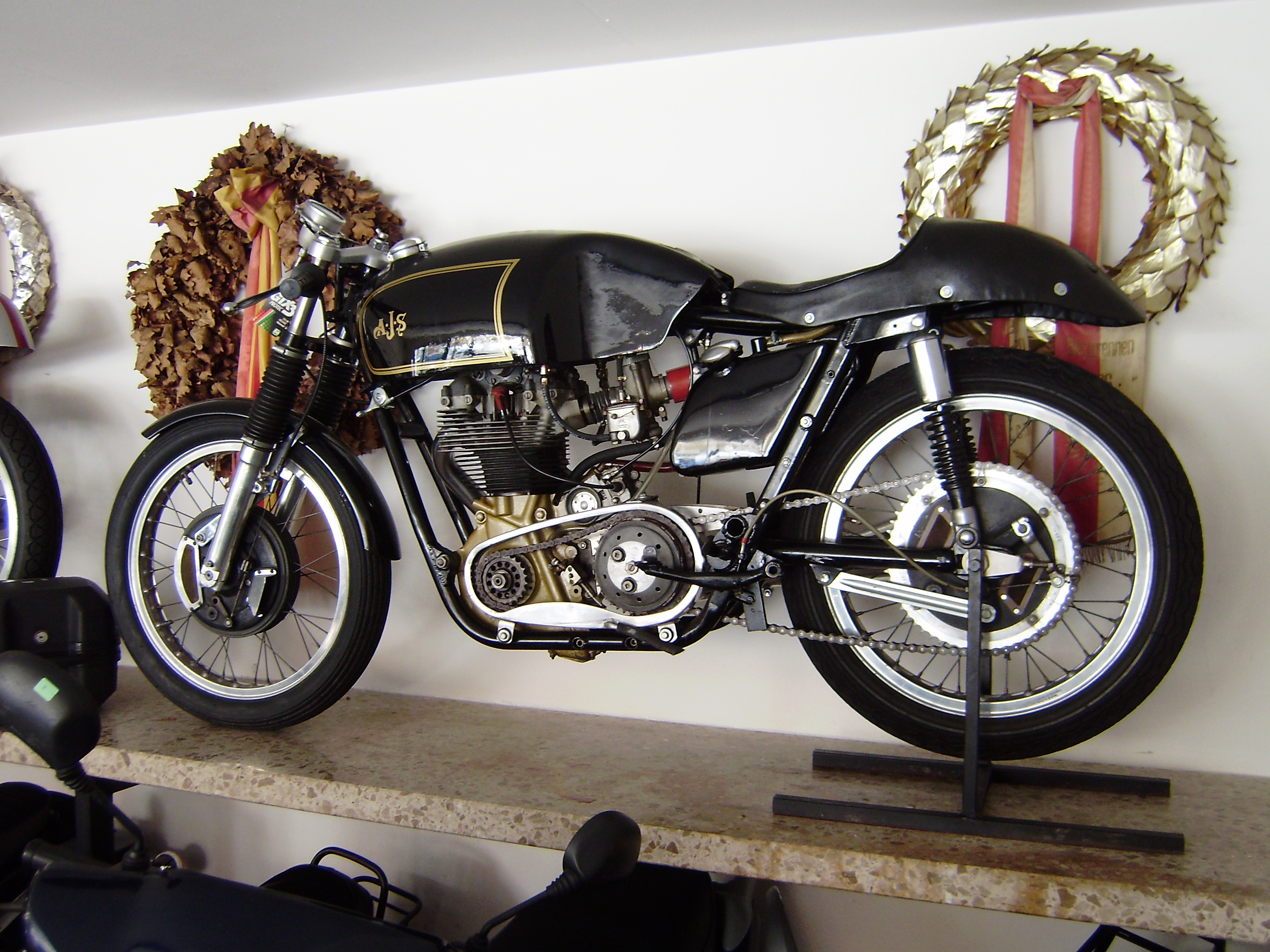
Una AJS 7R 350cc de 1962, amb característiques sovint imitades pels café racers

A més del seu pes lleuger, motor preparat i carrosseria minimalista, la café racer disposa d'una ergonomia característica, obtinguda gràcies al manillar baix i estret de dues barres separades combinat amb els estreps endarrerits per tal de permetre que el pilot s'ajupi, reduint així la resistència a l'aire i millorant el control de la direcció. De vegades s'hi munten semi-carenats frontals o carenats integrals.
La configuració típica d'una café racer primerenca solia incloure tubs d'escapament baixos corbats cap enrere, manillar baix inclinat o de doble barra, silenciadors del tipus megàfon de con invertit, pneumàtics Dunlop TT100 i carburadors més grans (sovint amb trompeta d'entrada en comptes de filtre d'aire). Un exemple típic d'aquest tipus de preparacions era la Triton, una combinació artesanal de motocicleta amb motor de Triumph Bonneville muntat en un bastidor featherbed de Norton. Un híbrid menys comú era la TriBSA, amb motor Triumph en bastidor dúplex de BSA. Altres models de café racer híbrids eren la "NorVin" (motor Vincent V-twin en bastidor featherbed Norton) i tota mena de motocicletes amb bastidors de curses Rickman o Seeley.

## Evolució
L'estil de les café racer va anar evolucionant al llarg dels anys. A mitjan anys setanta, les motocicletes japoneses havien superat les britàniques al mercat intern i l'aspecte de les motocicletes de competició havia canviat. Els dipòsits de combustible de competició dels a ys 60 d'alumini, artesanals i sovint sense pintar, havien evolucionat a dipòsits de fibra de vidre quadrats i estrets. Cada cop més, els motors de dos temps tricilíndrics o de quatre temps tetracilíndrics Kawasaki i els Honda tetracilíndrics esdevenien la base per a la construcció de les café racers. A data de 1977, diversos fabricants havien tingut en compte el boom d'aquest tipus de motocicletes i produïen café racers de fàbrica, com ara la reeixida Moto Guzzi Le Mans i la Harley-Davidson XLCR. Una versió especial de l'Honda monocilíndrica XBR 500, l'Honda GB500 TT, pretenia emular les café racer BSA i Norton dels anys seixanta.
A mitjan anys 70, molts motoristes van continuar modificant les motocicletes de producció estàndard a l'estil café racer, simplement equipant-les amb manillars dobles i un petit carenat al voltant del far. Diversos fabricants europeus, entre ells Benelli, BMW, Bultaco i Derbi, van produir d'aquesta manera les variants "café" de les seves motocicletes estàndard, sense cap modificació per fer-les més ràpides o potents, una tendència que continua en l'actualitat.

Exemples de Café Racer
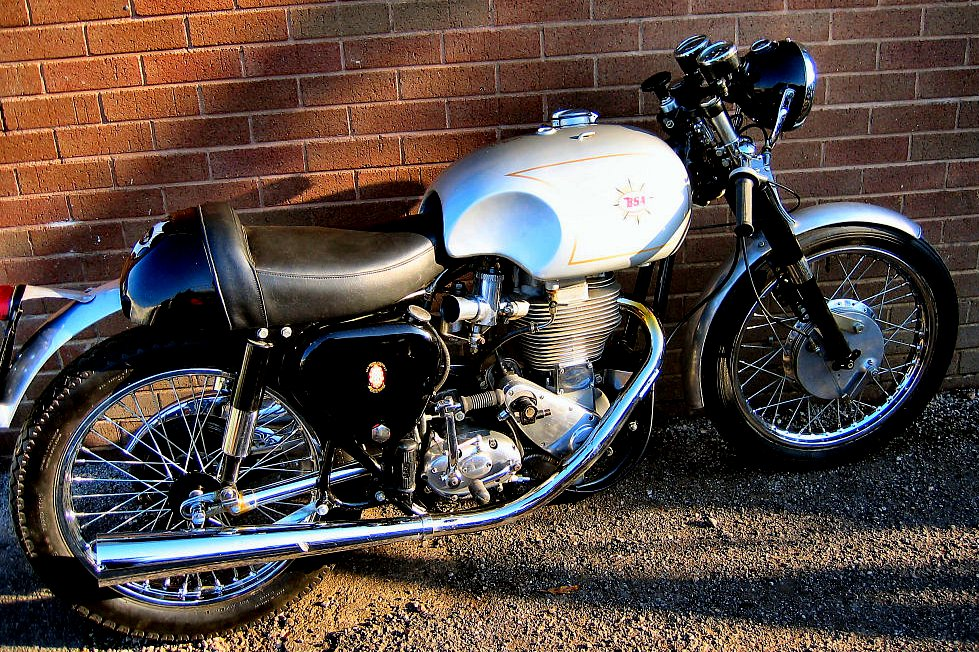
BSA Gold Star 500
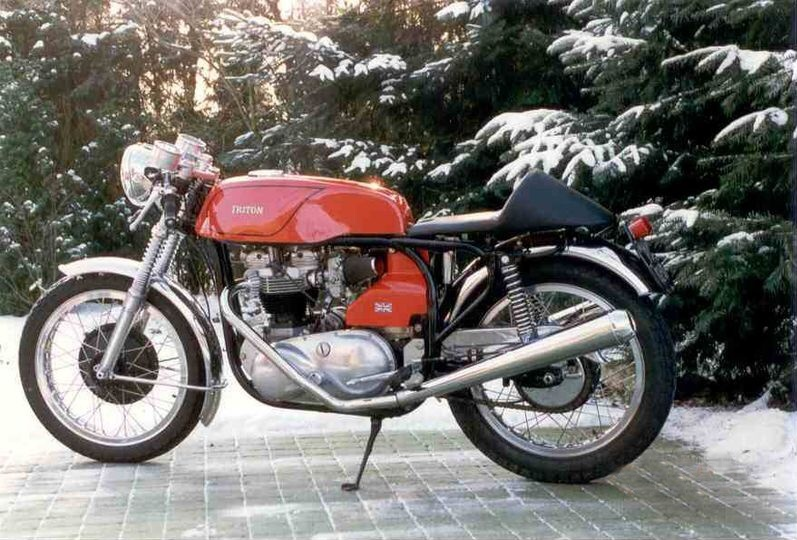
Una Triton amb motor Triumph i bastidor Norton Featherbed
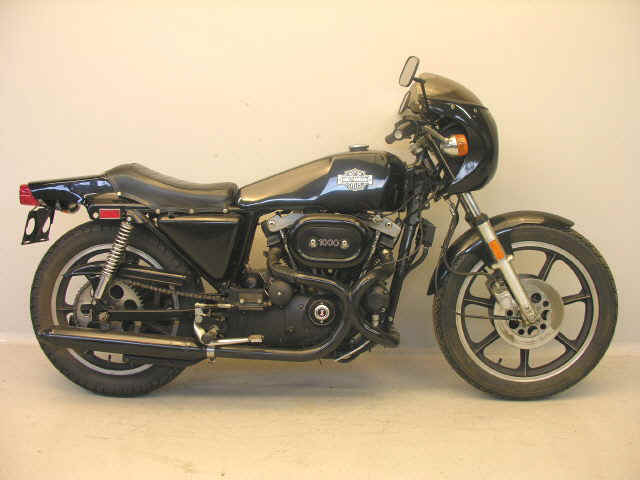
Harley-Davidson XLCR de 1977
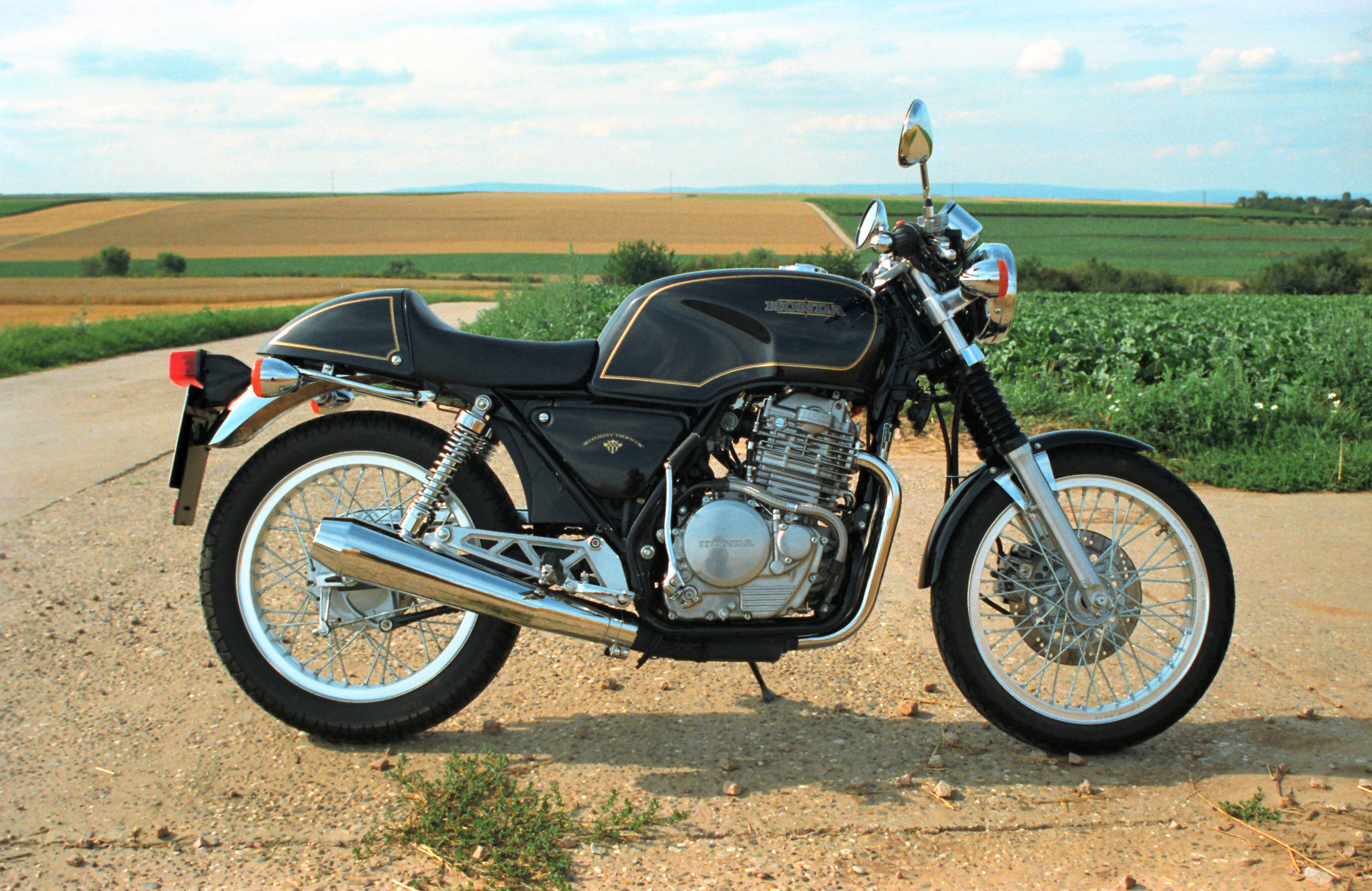
Honda GB500 TT
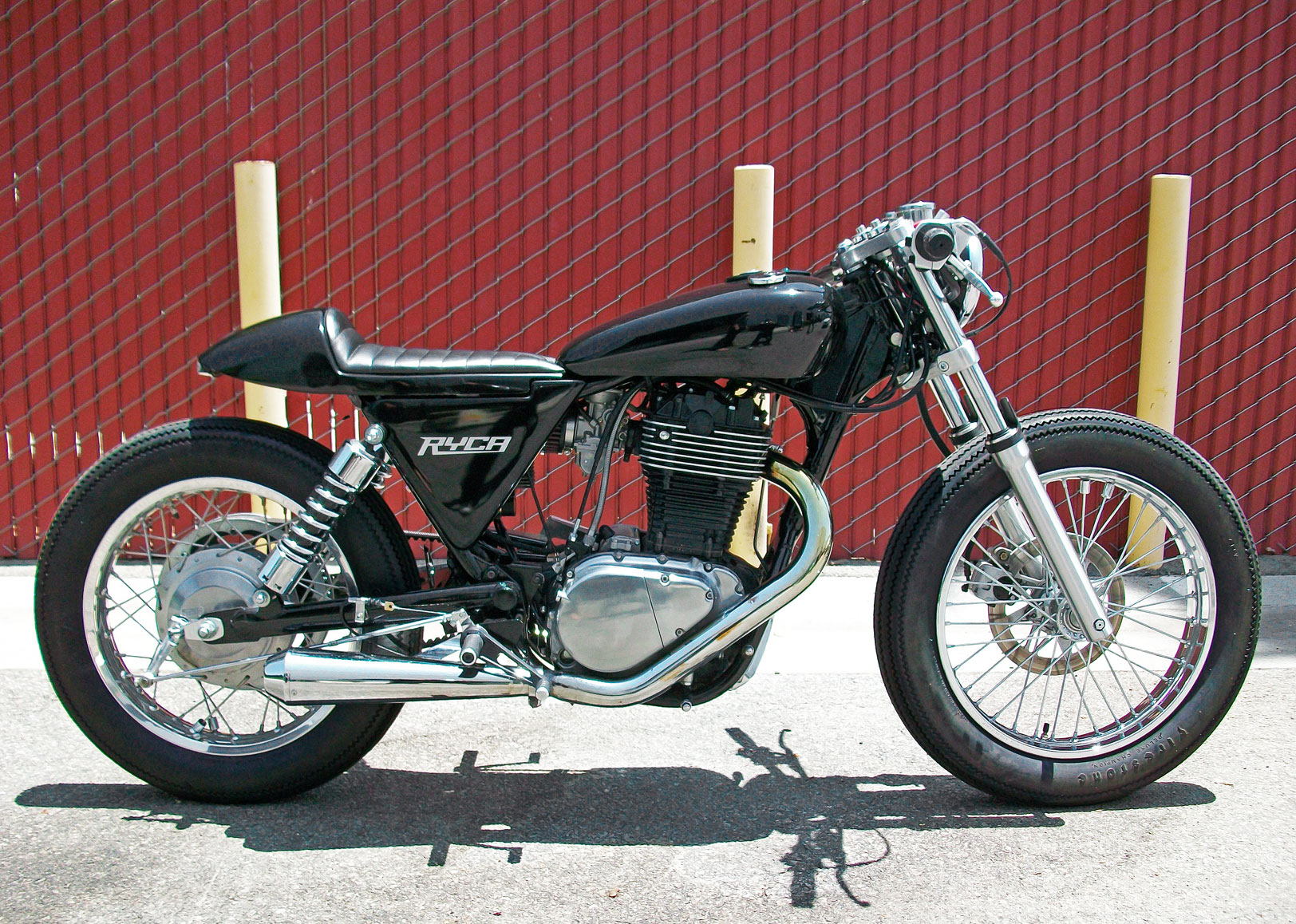
Suzuki S40 preparada com a café racer